# Zack Snyder
Zachary Edward Snyder (n. 1 martie 1966) este un regizor de film, producător, scenarist și director de imagine american. După ce și-a făcut debutul regizoral cu filmul Dimineața morții în 2004, un remake al filmului horror din 1978 cu același nume, el a regizat sau produs un număr de filme bazate pe cărți de benzi ca 300 - Eroii de la Termopile (2006) și Cei ce veghează (2009), și de asemenea filmul cu Superman care a început Universul Extins DC, Man of Steel: Eroul (2013) și continuările sale Batman vs. Superman: Zorii dreptății (2016) și Liga Dreptății (2017). O versiune a regizorului a filmului Liga Dreptății a fost lansată în 2021. El a mai regizat filmul de animație pe computer Legende din regatul bufnițelor (2010), filmul de acțiune psihologică Evadare din realitate (2011) și filmul cu zombie și furt Armata celor morți (2021).
El este cofondatorul The Stone Quarry (cunoscut anterior sub numele de Cruel and Unusual Films până în 2019), o companie de producție pe care a fondat-o în 2004, împreună cu soția sa Deborah Snyder și partnerul de producție Wesley Coller.

## Filmografie

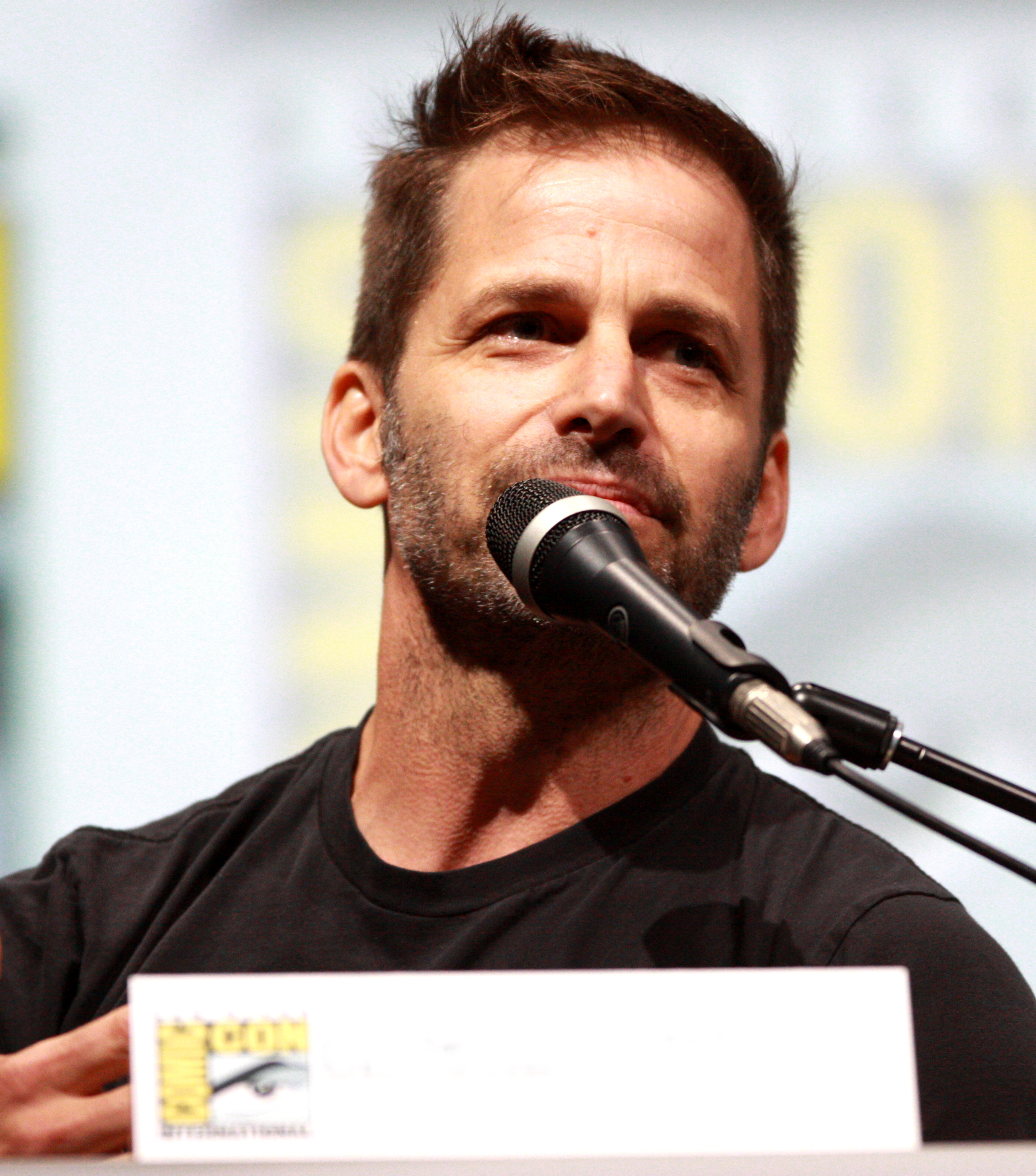
Snyder la San Diego Comic-Con International 2013

### Filme
| An   | Titlu                                          | Creditat ca | Creditat ca | Creditat ca | Creditat ca         | Note                                                 |
| An   | Titlu                                          | Regizor     | Scenarist   | Producător  | Director de imagine | Note                                                 |
| ---- | ---------------------------------------------- | ----------- | ----------- | ----------- | ------------------- | ---------------------------------------------------- |
| 2004 | Dimineața morții                               | Da          | Nu          | Nu          | Nu                  |                                                      |
| 2007 | 300 - Eroii de la Termopile                    | Da          | Nu          | Da          | Nu                  | Coscenarist cu Kurt Johnstad și Michael B. Gordon.   |
| 2009 | Cei ce veghează                                | Da          | Nu          | Nu          | Nu                  |                                                      |
| 2010 | Legende din regatul bufnițelor                 | Da          | Nu          | Nu          | Nu                  |                                                      |
| 2011 | Evadare din realitate                          | Da          | Da          | Da          | Nu                  | Coscenarist cu Steve Shibuya.                        |
| 2013 | Man of Steel: Eroul                            | Da          | Nu          | Nu          | Nu                  |                                                      |
| 2014 | 300: Ascensiunea unui imperiu                  | Nu          | Da          | Da          | Nu                  | Coscenarist cu Kurt Johnstad.                        |
| 2016 | Batman vs. Superman: Zorii dreptății           | Da          | Nu          | Nu          | Nu                  |                                                      |
| 2017 | Femeia fantastică                              | Nu          | Da          | Povestea    | Nu                  | Povestea cosemnată cu Jason Fuchs și Allan Heinberg. |
| 2017 | Liga Dreptății                                 | Da          | Nu          | Povestea    | Nu                  | Povestea cosemnată cu Chris Terrio.                  |
| 2020 | Femeia Fantastică 1984                         | Nu          | Da          | Nu          | Nu                  |                                                      |
| 2021 | Zack Snyder – Liga Dreptății                   | Da          | Nu          | Povestea    | Nu                  | Povestea cosemnată cu Chris Terrio și Will Beall.    |
| 2021 | Armata celor morți                             | Da          | Da          | Da          | Da                  | Coscenarist cu Shay Hatten și Joby Harold            |
| 2021 | Armata hoților                                 | Nu          | Da          | Povestea    | Nu                  | Povestea cosemnată cu Shay Hatten.                   |
| 2023 | Rebel Moon – Partea 1: Copilul focului         | Da          | Da          | Da          | Da                  | Coscenarist cu Shay Hatten și Kurt Johnstad.         |
| 2024 | Rebel Moon – Partea 2: Cea care lasă cicatrici | Da          | Da          | Da          | Da                  | Coscenarist cu Shay Hatten și Kurt Johnstad.         |

| An   | Titlu                                  | Note                                           |
| ---- | -------------------------------------- | ---------------------------------------------- |
| 2016 | Brigada sinucigașilor                  | De asemenea a regizat scena cameo a lui Flash. |
| 2018 | Aquaman                                |                                                |
| 2021 | Brigada sinucigașilor: Misiune ucigașă |                                                |
| 2023 | The Flash                              |                                                |
| 2023 | Aquaman and the Lost Kingdom           |                                                |

### Scurtmetraje
| An   | Titlu                                               | Creditat ca | Creditat ca | Creditat ca | Creditat ca         | Note                             |
| An   | Titlu                                               | Regizor     | Producător  | Scenarist   | Director de imagine | Note                             |
| ---- | --------------------------------------------------- | ----------- | ----------- | ----------- | ------------------- | -------------------------------- |
| 1990 | Playground                                          | Da          | Nu          | Nu          | Nu                  | Documentar direct-pe-video.      |
| 2004 | The Lost Tape: Andy's Terrifying Last Days Revealed | Da          | Nu          | Nu          | Nu                  |                                  |
| 2009 | Tales of the Black Freighter                        | Nu          | Executiv    | Da          | Nu                  | Direct-pe-video.                 |
| 2013 | Superman 75th Anniversary                           | Da          | Nu          | Poveste     | Nu                  | Poveste cosemnată cu Bruce Timm. |
| 2017 | Snow Steam Iron                                     | Da          | Da          | Da          | Da                  | De asemenea director de imagine. |

| An   | Titlu          | Note             |
| ---- | -------------- | ---------------- |
| 2009 | Under the Hood | Direct-pe-video. |

### Seriale
| An           | Titlu                        | Creditat ca | Creditat ca | Creditat ca         | Note                                   |
| An           | Titlu                        | Regizor     | Scenarist   | Producător executiv | Note                                   |
| ------------ | ---------------------------- | ----------- | ----------- | ------------------- | -------------------------------------- |
| 2024–prezent | Amurgul zeilor               | Da          | Da          | Da                  | Cocreat cu Jay Oliva și Eric Carrasco. |
| VFA          | Army of the Dead: Lost Vegas | Da          | Nu          | Da                  | În producție.                          |

### Videoclipuri muzicale
| An   | Artist              | Cântec                 |
| ---- | ------------------- | ---------------------- |
| 1990 | Lizzy Borden        | "Love Is A Crime"      |
| 1992 | Peter Murphy        | "You're So Close"      |
| 1992 | Morrissey           | "Tomorrow"             |
| 1992 | Soul Asylum         | "Somebody to Shove"    |
| 1993 | Soul Asylum         | "Black Gold"           |
| 1993 | Alexander O'Neal    | "In the Middle"        |
| 1993 | Paul Westberg       | "World Class Fad"      |
| 1994 | ZZ Top              | "World of Swirl"       |
| 1994 | Dionne Farris       | "I Know"               |
| 1994 | Heather Nova        | "Walk This World"      |
| 1995 | Rod Stewart         | "Leave Virginia Alone" |
| 2009 | My Chemical Romance | "Desolation Row"       |

### Credite ca actor
| An   | Titlu                              | Rol                                  | Note                              |
| ---- | ---------------------------------- | ------------------------------------ | --------------------------------- |
| 2004 | Dimineața morții                   | Comando la Casa Albă (necreditat)    | Cameo.                            |
| 2009 | Cei ce veghează                    | Comando în Vietnam (necreditat)      | Cameo.                            |
| 2017 | Femeia Fantastică                  | Comando american (necreditat)        | Cameo.                            |
| 2021 | Zack Snyder – Liga Dreptății       | Persoană într-o cafenea (necreditat) | Cameo.                            |
| 2021 | The Late Show with Stephen Colbert | El însuși                            | 2 episoade; invitat special.      |
| 2022 | Haideți, Tineri Titani!            | El însuși (voce)                     | Episodul: "365"; invitat special. |

## Colaborări

### Actori
| Actori              | Dimineața morții (2004) | 300 - Eroii de la Termopile (2007) | Cei ce veghează (2009) | Legende din regatul bufnițelor (2010) | Evadare din realitate (2011) | Man of Steel: Eroul (2013) | Batman vs. Superman: Zorii dreptății (2016) | Liga Dreptății (2017) / Zack Snyder - Liga Dreptății (2021) | Armata celor morți (2021) | Rebel Moon – Partea 1: Copilul focului (2023) | Rebel Moon – Partea 2: Cea care lasă cicatrici (2024) |
| ------------------- | ----------------------- | ---------------------------------- | ---------------------- | ------------------------------------- | ---------------------------- | -------------------------- | ------------------------------------------- | ----------------------------------------------------------- | ------------------------- | --------------------------------------------- | ----------------------------------------------------- |
| Amy Adams           |                         |                                    |                        |                                       |                              | Yes                        | Yes                                         | Yes                                                         |                           |                                               |                                                       |
| Michael Adamthwaite |                         |                                    | Yes                    |                                       | Yes                          |                            |                                             |                                                             |                           |                                               |                                                       |
| Ben Affleck         |                         |                                    |                        |                                       |                              |                            | Yes                                         | Yes                                                         |                           |                                               |                                                       |
| Henry Cavill        |                         |                                    |                        |                                       |                              | Yes                        | Yes                                         | Yes                                                         |                           |                                               |                                                       |
| Richard Cetrone     | Yes                     | Yes                                | Yes                    |                                       | Yes                          | Yes                        | Yes                                         | Yes                                                         | Yes                       |                                               |                                                       |
| Abbie Cornish       |                         |                                    |                        | Yes                                   | Yes                          |                            |                                             |                                                             |                           |                                               |                                                       |
| Kevin Costner       |                         |                                    |                        |                                       |                              | Yes                        | Yes                                         | Yes                                                         |                           |                                               |                                                       |
| Russell Crowe       |                         |                                    |                        |                                       |                              | Yes                        |                                             | Yes                                                         |                           |                                               |                                                       |
| Billy Crudup        |                         |                                    | Yes                    |                                       |                              |                            |                                             | Yes                                                         |                           |                                               |                                                       |
| Jesse Eisenberg     |                         |                                    |                        |                                       |                              |                            | Yes                                         | Yes                                                         |                           |                                               |                                                       |
| Laurence Fishburne  |                         |                                    |                        |                                       |                              | Yes                        | Yes                                         |                                                             |                           |                                               |                                                       |
| Ray Fisher          |                         |                                    |                        |                                       |                              |                            | Yes                                         | Yes                                                         |                           | Yes                                           | Yes                                                   |
| Matt Frewer         | Yes                     |                                    | Yes                    |                                       |                              |                            |                                             |                                                             |                           |                                               |                                                       |
| Gal Gadot           |                         |                                    |                        |                                       |                              |                            | Yes                                         | Yes                                                         |                           |                                               |                                                       |
| Carla Gugino        |                         |                                    | Yes                    |                                       | Yes                          | [ 10 ]                     |                                             |                                                             |                           |                                               |                                                       |
| Diane Lane          |                         |                                    |                        |                                       |                              | Yes                        | Yes                                         | Yes                                                         |                           |                                               |                                                       |
| Harry Lennix        |                         |                                    |                        |                                       |                              | Yes                        | Yes                                         | Yes                                                         |                           |                                               |                                                       |
| Alessandro Juliani  |                         |                                    | Yes                    |                                       |                              | Yes                        |                                             |                                                             |                           |                                               |                                                       |
| Michael Kelly       | Yes                     |                                    |                        |                                       |                              | Yes                        |                                             |                                                             |                           |                                               |                                                       |
| Jena Malone         |                         |                                    |                        |                                       | Yes                          |                            | Yes                                         |                                                             |                           | Yes                                           |                                                       |
| Stephen McHattie    |                         | Yes                                | Yes                    |                                       |                              |                            |                                             |                                                             |                           |                                               |                                                       |
| Ezra Miller         |                         |                                    |                        |                                       |                              |                            | Yes                                         | Yes                                                         |                           |                                               |                                                       |
| Jason Momoa         |                         |                                    |                        |                                       |                              |                            | Yes                                         | Yes                                                         |                           |                                               |                                                       |
| Jeffrey Dean Morgan |                         |                                    | Yes                    |                                       |                              |                            | Yes                                         |                                                             |                           |                                               |                                                       |
| Patrick Sabongui    |                         | Yes                                | Yes                    |                                       | Yes                          |                            |                                             |                                                             |                           |                                               |                                                       |
| Eli Snyder          |                         | Yes                                | Yes                    |                                       | Yes                          |                            |                                             |                                                             |                           |                                               |                                                       |
| David Wenham        |                         | Yes                                |                        | Yes                                   |                              |                            |                                             |                                                             |                           |                                               |                                                       |
| Samantha Win        |                         |                                    |                        |                                       |                              | Yes                        |                                             | Yes                                                         | Yes                       |                                               |                                                       |

### Echipă
- Soția lui Snyder, Deborah Snyder, a produs toate filmele sale începând cu 300 - Eroii de la Termopile (ca producător executiv la 300 și Legende din regatul bufnițelor).
- Larry Fong și William Hoy au fost directorul de imagine și editorul de film respectiv, pentru filmele 300 - Eroii de la Termopile, Cei ce veghează și Evadare din realitate.
- John "D.J." Desjardin a fost supraveghetorul de efecte vizuale pentru Cei ce veghează, Evadare din realitate, Man of Steel: Eroul, Batman vs. Superman - Zorii dreptății și Zack Snyder - Liga Dreptății.
- Dody Dorn a fost editorul de film pentru Zack Snyder - Liga Dreptății (montaj adițional), Armata celor morți, Rebel Moon – Partea 1: Copilul focului și Rebel Moon – Partea 2: Cea care lasă cicatrici.
- Tyler Bates a compus muzica filmelor Dimineața morții, 300 - Eroii de la Termopile, Cei ce veghează și Evadare din realitate.
- Tom Holkenborg a realizat muzica la filmele Batman vs. Superman: Zorii dreptății, Zack Snyder - Liga Dreptății, Armata celor morți, Rebel Moon – Partea 1: Copilul focului și Rebel Moon – Partea 2: Cea care lasă cicatrici.

## Premii și nominalizări
Corpul de lucru al lui Snyder i-a atras un număr de premii, printre carr două Premii Clio și un Premiu Leul de Aur pentru reclama sa de la Jeep "Frisbee". El a câștigat de asemenea Premiul Societății de Reclame Britanice pentru Umor pentru controversata sa reclamă de la EB Beer "General's Party".
| An   | Premiu                                           | Categorie | Nominalizat                                                   | Rezultat     |
| ---- | ------------------------------------------------ | --- | ------------------------------------------------------------- | ------------ |
| 2004 | Festivalul Internațional de Film de la Cannes    | Camera de Aur | Dimineața morții                                              | Nominalizare |
| 2007 | Premiul Golden Schmoes                           | Cel Mai Bun Regizor al Anului | 300 - Eroii de la Termopile                                   | Nominalizare |
| 2007 | Premiul de Film Hollywood                        | Filmul Hollywood al Anului | 300 - Eroii de la Termopile                                   | Câștigat     |
| 2008 | Premiul Saturn                                   | Cel Mai Bun Regizor | 300 - Eroii de la Termopile                                   | Câștigat     |
| 2008 | Premiul Saturn                                   | Cel Mai Bun Scris Împărtășit cu Michael B. Gordon și Kurt Johnstad                                                                                | 300 - Eroii de la Termopile                                   | Nominalizare |
| 2009 | Premiul ShoWest                                  | Regizorul Anului | Cei ce veghează                                               | Câștigat     |
| 2010 | Premiul Saturn                                   | Cel Mai Bun Regizor | Cei ce veghează                                               | Nominalizare |
| 2010 | Premiul SFX                                      | Cel Mai Bun Regizor | Cei ce veghează                                               | Nominalizare |
| 2010 | Premiul Asociației de Critici din St. Louis Film | Cel Mai Bun Film de Animație | Legende din regatul bufnițelor                                | Nominalizare |
| 2013 | Premiul de Filme Hollywood                       | Filmul Hollywood al Anului | Man of Steel: Eroul                                           | Nominalizare |
| 2014 | Premiul Jupiter                                  | Cel Mai Bun Film Internațional | Man of Steel: Eroul                                           | Nominalizare |
| 2017 | Premiile Razzie                                  | Cel Mai Prost Regizor | Batman vs. Superman: Zorii dreptății                          | Nominalizare |
| 2017 | Premiul Jupiter                                  | Cel Mai Bun Film Internațional | Batman vs. Superman: Zorii dreptății                          | Nominalizare |
| 2017 | Premiul Dragon                                   | Cel Mai Bun Film Science Fiction sau de Fantezie Împărtășit cu Patty Jenkins, Allan Heinberg și Jason Fuchs                                       | Femeia Fantastică                                             | Câștigat     |
| 2017 | Premiul Satellite                                | Cel Mai Bun Scenariu Adaptat Împărtășit cu Allan Heinberg și Jason Fuchs                                                                          | Femeia Fantastică                                             | Nominalizare |
| 2018 | American Film Institute                          | Filmul de Top Zece al Anului Împărtășit cu Charles Roven, Richard Suckle și Deborah Snyder                                                        | Femeia Fantastică                                             | Câștigat     |
| 2018 | Premiul Producers Guild of America               | Cel Mai Bun Film Cinematografic Împărtășit cu Charles Roven, Richard Suckle și Deborah Snyder                                                     | Femeia Fantastică                                             | Nominalizare |
| 2018 | Premiul Hugo                                     | Cea Mai Bună Prezentare Dramatică - Lung Metraj Împărtășit cu Patty Jenkins (regizor), Allan Heinberg (scenariu/poveste) și Jason Fuchs (poveste) | Femeia Fantastică                                             | Câștigat     |
| 2021 | Asociația Criticilor din Hollywood               | Premiul Valiant | El însuși                                                     | Câștigat     |
| 2021 | Premiul Dragon                                   | Cel Mai Bun Film Science Fiction sau de Fantezie                                                                                                  | Zack Snyder – Liga Dreptății                                  | Nominalizare |
| 2022 | Premiile Oscar                                   | Oscarul Momentul de Bucurie | "Flash intră în forța vitezei" – Zack Snyder – Liga Dreptății | Câștigat     |
| 2022 | Premiile Oscar                                   | Oscarul Preferatul Fanilor | Armata celor morți                                            | Câștigat     |